# Miles Dempsey
Miles Christopher Dempsey (ur. 15 grudnia 1896 w New Brighton, zm. 6 czerwca 1969 w Yattendon) – brytyjski wojskowy, generał, żołnierz obu wojen światowych, dowódca brytyjskiej 2 Armii.
Jako młodszy oficer walczył we Francji na froncie zachodnim I wojny światowej, gdzie został ranny, po czym pozostawał w aktywnej służbie przez cały okres międzywojenny, piastując różne stanowiska w najdalszych zakątkach Imperium Brytyjskiego. Podczas II wojny światowej utrzymywał bliskie stosunki z marsz. Bernardem Montgomerym i dowodził 13 Brygadą podczas kampanii francuskiej, następne dwa lata spędził na szkoleniu żołnierzy w Anglii, po czy objął dowództwo nad XIII Korpusem podczas inwazję na Sycylię i Włochy w 1943 roku. Później dowodził brytyjską 2 Armią podczas bitwy o Normandię i pościgu za niemieckimi oddziałami do Belgii. Był pierwszym dowódcą armii brytyjskiej, który przekroczył Ren. Jako wysoce profesjonalny i oddany żołnierz, który zasłynął ze skuteczności w działaniu przy minimalizowaniu strat własnych, Miles Dempsey był ceniony zarówno przez swoich przełożonych, jak i podwładnych, chociaż wciąż pozostaje stosunkowo mało znanym dowódcą z czasów II wojny światowej.

## Młodość i udział w I wojnie światowej
Miles Dempsey urodził się w New Brighton w hrabstwie Merseyside w Anglii, 15 grudnia 1896 r. Był potomkiem wpływowej irlandzkiej rodziny wywodzącej się z hrabstw Offaly i Laois o bardzo długiej historii. Jego przodek, Terence O’Dempsey, wicehrabia Clanmalier, był lojalny wobec katolickiego króla Jakuba II, w wyniku czego stracił wszystkie swoje ziemie w 1691 r. Gałąź rodziny Dempseyów opuściła Irlandię i wyemigrowała do Cheshire.
Miles Christopher był trzecim i najmłodszym synem Arthura Francisa i Margaret Maud Dempsey. Uczył się w Shrewsbury School, do której wstąpił w 1911 roku, a trzy lata później został kapitanem drużyny krykieta. Porzucił jednak ścieżkę naukową dla kariery wojskowej i po opuszczeniu Shrewsbury uczęszczał do Royal Military Collage w Sandhurst.
Podczas I wojny światowej Dempsey, w wieku zaledwie 17 lat, zgłosił się na ochotnika do armii brytyjskiej. Po ukończeniu Royal Military College w lutym 1915 roku, sześć miesięcy po wybuchu wojny, został powołany na stanowisko podporucznika Królewskiego Pułku Berkshire. Awansowany na porucznika w sierpniu 1915, służył na froncie zachodnim z 1. batalionem Royal Berkshires od czerwca 1916 roku. Batalion był jednostką regularnej armii, która w ramach 6 Brygady 2 Dywizji (choć w chwili przybycia Dempseya batalion został przeniesiony do 99 Brygady tej samej dywizji), była jedną z pierwszych jednostek Brytyjskiego Korpusu Ekspedycyjnego, które zostały wysłane za granicę i stacjonowały z dala od okopów w sektorze Béthune.
Dempsey, pełniący funkcję dowódcy plutonu w kompanii D, po raz pierwszy wziął udział w walce podczas bitwy pod Delville Wood pod koniec lipca 1916, będącej cześć ofensywy nad Sommą. Batalion, choć wykonał postawione przed nim zadanie, poniósł ciężkie straty, w tym 8 oficerów, po czym został zluzowany i nie widział dalszych walk przez rok. Wskutek ubytku dużej części kadry oficerskiej w batalionie, Dempsey został awansowany na kapitana i objął dowództwo kompanii D, a później kompanii B. W listopadzie batalion wziął udział w ataku na Munich Trench, w pobliżu rzeki Serre. Podobnie jak w Delville Wood na początku roku atak był udany, ale przyniósł duże straty, chociaż Dempsey ponownie nie został nawet draśnięty i wkrótce nagrodzono go urlopem w Anglii. W lutym 1917 został adiutantem dowódcy batalionu.
Po atakach w pobliżu Miraumont, a następnie Oppy, podczas których kapral Lance James Welch został odznaczony Krzyżem Wiktorii, batalion pozostawał przez większość roku w spokojnym sektorze frontu i został tymczasowo połączony z 23. batalion pułku Królewskich Fizylierów. Dempsey został wysłany na stanowisko oficera sztabu w kwaterze głównej II Korpusu, zanim wrócił do Royal Berkshires, tym razem dowodząc kompanią A. Pod koniec listopada batalion zaatakował las Bourlon w ramach bitwy o Cambrai. 12 marca 1918 roku, gdy Niemcy przygotowywali się do rozpoczęcia ofensywy wiosennej, dokonali ataku chemicznego przy użyciu gazu musztardowego przeciwko batalionowi Dempseya, stacjonującemu w La Vacquerie z Dempseyem jako dowódcą kompanii D. Tak, jak 10 oficerów i 250 szeregowców z batalionu Dempsey został ciężko poparzony, a następnie ewakuowany do Anglii, gdzie usunięto mu płuco. Po powrocie do batalionu w lipcu, kiedy wojna miała się już ku końcowi, 1. Królewski Pułk Berkshire brał udział w Ofensywie stu dni aż do zawieszenia broni 11 listopada 1918 roku. Do tego czasu batalion znalazł się w Escarmain. Dempsey otrzymał Krzyż Wojskowy, który został wpisany na listę Królewskich Wyróżnień Urodzinowych w czerwcu 1919 roku.

## Dwudziestolecie międzywojenne
Po wojnie, w 1919 roku, Dempsey powrócił do swojej sportowej pasji i rozegrał dwa najwyższej klasy mecze krykieta dla zespołu Sussex przeciwko drużynom Oksfordu i Northamptonshire. W latach 1926–1932 grywał również w Mistrzostwach Hrabstw Mniejszych dla Berkshire.
Dempsey powrócił do Anglii wraz z 1 Królewskim Pułkiem Berkshire po tym, jak służył w alianckich siłach okupacyjnych w Nadrenii, skąd wraz z batalionem został wysłany do Iraku w 1919, a rok później do Persji, gdzie batalion był częścią Sił Persji Północnej (ang. North Persia Force lub Norperforce). W tym czasie Dempsey zajął się zgłębianiem i wdrażaniem nowego systemu szkoleniowego zwanego pelmanizmem. Pod koniec 1921 roku batalion ponownie został przeniesiony, tym razem do Bareli w Indiach, a Dempsey przejął kompanię C. Jednak w 1922 wrócił do Anglii na swój pierwszy urlop od prawie trzech lat, następnie wysłano go do Indii jeszcze na rok, po czym wrócił do Anglii w 1923 roku, tym razem, aby podjąć funkcję wykładowcy i szkoleniowca w Królewskiej Szkole Wojskowej w Sandhurst. Tam dowodził pierwszym plutonem pierwszej kompanii, dowodzonej przez mjr. Richarda O’Connora, który walczył z męstwem podczas I wojny światowej, a później służył ponownie z Dempseyem, w bardzo różnych okolicznościach. Dempsey pozostał na tym stanowisku do 1926 roku. W 1927 powrócił do normalnych obowiązków pułkowych w szeregach swojego starego pułku, a następnie służył w Niemczech, gdy jego jednostka została wcielona do Brytyjskiej Armii Renu. Dempsey przejął kompanię B w 2. batalionie i spędził dużą część swojego czasu podróżując, głównie rowerem, po całej Europie, odwiedzając stare pola bitew, a także prawdopodobne także miejsca starć w przyszłych wojnach.
W styczniu 1930 Dempsey został przyjęty do Szkoły Sztabowej w Camberley, którą ukończył w grudniu 1931 roku. Wśród jego kolegów z roku znalazło się wielu przyszłych prominentnych oficerów, takich jak William Gott, George Hopkinson, James Steele, George Symes, Maurice Chilton, Walter Mallaby, Arthur Snelling, Stuart Rawlins, John Nichols i Manley James. W starszym roczniku (1929–1930) znaleźli się z kolei m.in. Neil Ritchie, Herbert Lumsden, George Erskine, Ivor Hughes, Reginald Denning, Harold Redman i Ian Playfair, zaś w niższym roczniku (1931–1932): Brian Horrocks, Sidney Kirkman, Frank Simpson, Joseph Baillon, Arthur Dowler, Thomas Rees, Keith Arbuthnott, czy Cameron Nicholson. Instruktorzy pierwszego roku Dempseya to m.in.: Henry Maitland Wilson, George Giffard, Henry Willcox, John Clark i James Gammell oraz Arthur Ernest Percival oraz John Smyth. Prawie wszyscy ci ludzie mieli objąć wysokie stanowiska dowódcze w nadchodzącej wojnie.
Pierwszym stanowiskiem objętym przez Dempseya po Camberley był oficer sztabu generalnego 3. stopnia w Sekretariacie Wojskowym, gdzie stał się odpowiedzialny za kariery wszystkich oficerów poniżej stopnia pułkownika, mając dostęp do ich corocznych poufnych raportów. Dempsey, awansowany na majora we wrześniu 1932, zajmował to stanowisko do końca stycznia 1934 roku, kiedy to przekazał go Brianowi Horrocksowi po otrzymaniu nominacji na szefa sztabu 5. Brygady Piechoty. Brygada dowodzona przez najpierw bryg. Victora Fortune (od 1935 r. przez Francisa Nosworthy’ ego), wchodząca w skład 2 Dywizji Piechoty gen. Archibalda Wavella, podlegała pod Dowództwa Aldershot i uczestniczyła w licznych manewrach wojskowych na dużą skalę przez cały czas służby Dempseya w jej szeregach, a także po ponownym przekazaniu funkcji szefa sztabu Brianowi Horrocksowi w lutym 1936 roku Dempsey wrócił wtedy do 1. batalionu swojego pułku, przejmując dowództwo kompanii. Batalion stacjonujący w Shorncliffe w hrabstwie Kent, służył jako część 10 Brygady 4 Dywizji Piechoty, a wkrótce po powrocie Dempseya dowództwo nad batalionem objął ppłk Eric Miles. W następnym roku Dempsey uczestniczył w krótkim kursie w Wyższej Szkole Oficerskiej w Sheerness, zanim został wysłany do Południowej Afryki, gdzie pełnił funkcję oficera sztabowego 2. stopnia w Siłach Obronnych Związku Południowej Afryki. Zrzekając się tego stanowiska pod koniec stycznia 1938 roku, wrócił do Anglii, aby zastąpić Milesa na stanowisku dowódcy 1. Batalionu i otrzymać awans na podpułkownika. W momencie powrotu Dempseya batalion nie tylko nie dysponował nowoczesnym sprzętem, ale brakowało mu rozeznania w ówczesnej sytuacji w Europie, chociaż wskutek starań nowego dowódcy sytuacja powoli się zmieniła i zaczęło przybywać nowe wyposażenie oraz rezerwiści.

## II wojna światowa

### Belgia i Francja, 1939–1940

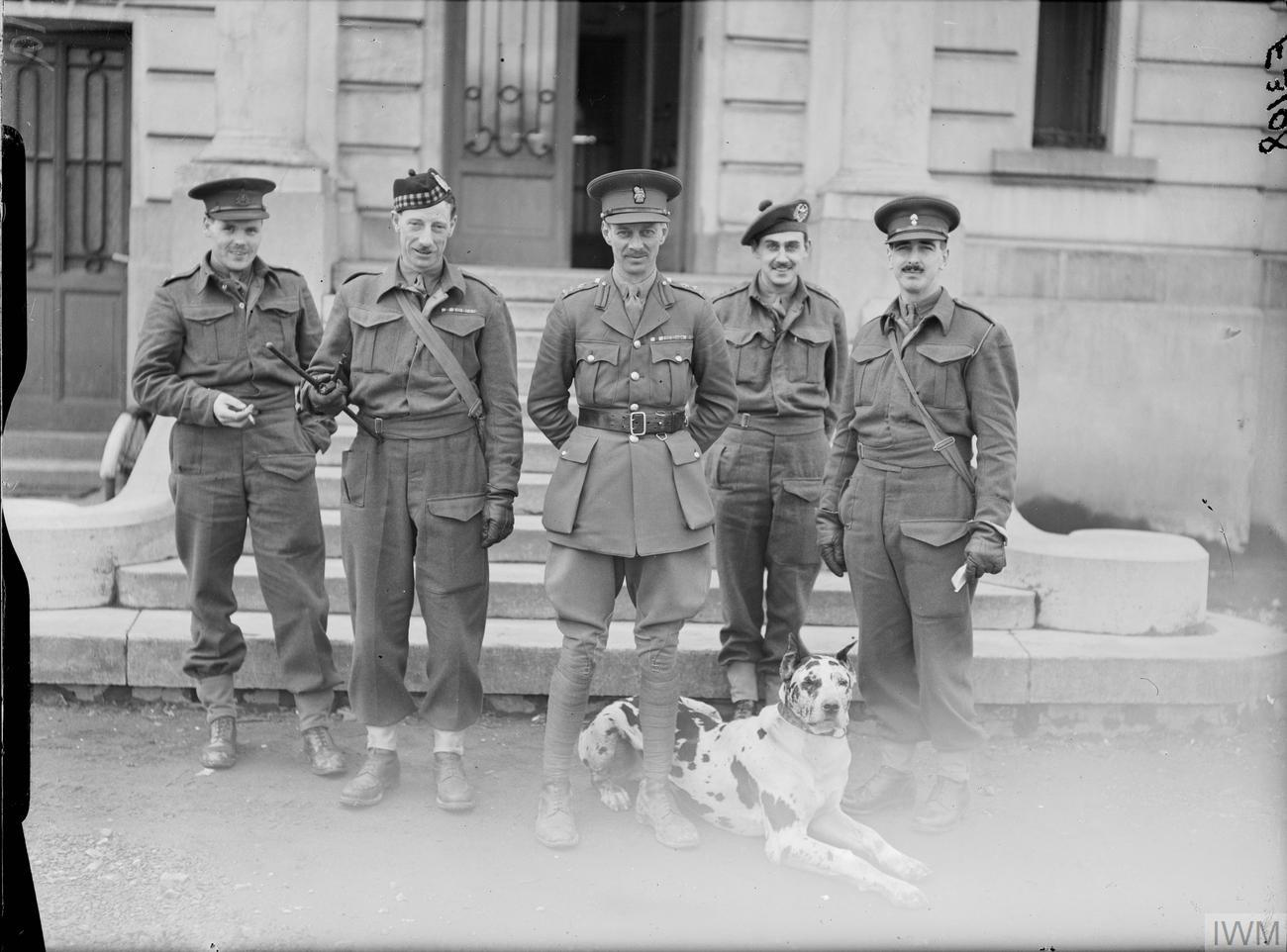
Bryg. Dempsey i jego sztab z maskotką jednostki, psem „Tiny” w Wervicq we Francji pod koniec 1939 r.

Na początku II wojny światowej we wrześniu 1939 batalion Dempseya został wysłany do Francji i jednocześnie przeniesiony ze składu 10 Brygady bryg. Evelyn Barkera do 6 Brygadę bryg. Noela Irwina, części 2 Dywizji Piechoty gen. Charlesa Loyda. Dempsey wraz ze swoim batalionem został wysłany do Francji pod koniec września w ramach Brytyjskich Sił Ekspedycyjnych. W listopadzie awansował na stopień brygadiera i objął dowództwo 13 Brygady Piechoty w miejsce bryg. Henry’ego Willcoxa, który był jednym z instruktorów Dempseya w Szkole Sztabowej w latach 30. i który służył już we Francji podczas poprzedniej wojny. Mając zaledwie 42 lata, Dempsey stał się jednym z najmłodszych brygadierów w armii brytyjskiej. Brygada ta stanowiła część 5 Dywizji Piechoty gen. Harolda Franklyna, chociaż na początku wojny dywizja nie była jeszcze w pełni uformowana. Dlatego brygada została wysłana do Francji jako niezależna formacja dwa miesiące wcześniej i większość czasu spędzała na służbie tyłowej. 13 Brygada wraz z 15 Brygadą Piechoty pod dowództwem bryg. Horatio Berneya-Ficklina i 17 Brygadą Piechoty pod dowództwem bryg. Montagu Stopforda dołączyły realnie do 5 Dywizji, kiedy jej dowództwo przybyło do Francji pod koniec grudnia.
W maju 1940 roku 13 Brygada weszła do akcji podczas odwrotu znad rzeki Dyle, a następnie stoczyła walkę w dużej bitwie obronnej nad rzeką Scarpe. Kiedy armia belgijska poddała się pod koniec maja, brygada wzięła udział w bitwie o utrzymanie pozycje nad kanałem Ypres-Comines, pozwalając 3 Dywizji Piechoty gen. Bernarda Montgomery' ego poruszać się bezpiecznie na ich tyłach i zabezpieczyć lukę w linii obrony spowodowaną upadkiem Belgii. W późniejszym odwrocie do Dunkierki brygada stworzyła część tylnej straży Brytyjskiego Korpusu Ekspedycyjnego podczas ewakuacji. Kiedy 13 Brygada powróciła do Anglii, liczyła mniej niż 500 ludzi z pierwotnej siły wynoszącej prawie 3000 żołnierzy. Za swoje zasługi w obronie Francji Dempsey otrzymał Order Wybitnej Służby w lipcu 1940, do którego został przedstawiony osobiście przez dowódcę dywizji, gen. Franklyna, który wkrótce został zastąpiony na tym stanowisku przez gen. Berneya-Ficklina.

### Anglia, 1940–1942
W lipcu 1940 roku Dempsey objął stanowisko szefa sztabu w Korpusie Kanadyjskim i pełnił tę funkcję do czerwca 1941, kiedy to został mianowany pełniącym obowiązki generała, by dowodzić 46 Dywizją Piechoty, a następnie 42 Dywizji Piechoty East Lancashire cztery miesiące później, po jej przekształceniu w dywizję pancerną, co wymagało od nowego dowódcy wdrożenia szeroko zakrojonego programu treningowego. Kolejne wyzwania postawiono przed nim w maju 1942 roku, kiedy etat nowo tworzonych brytyjskich dywizji pancernych zostało zmieniony tak, aby połączyć brygadę pancerną z brygadą piechoty zamiast dwóch brygad pancernych. Pod koniec roku Dempsey dobrze orientował się w działaniu połączonych formacjach wojsk pancernych i piechoty, a także był doświadczonym oficerem szkoleniowym.

### Afryka Północna, Sycylia i Włochy, 1942–1943

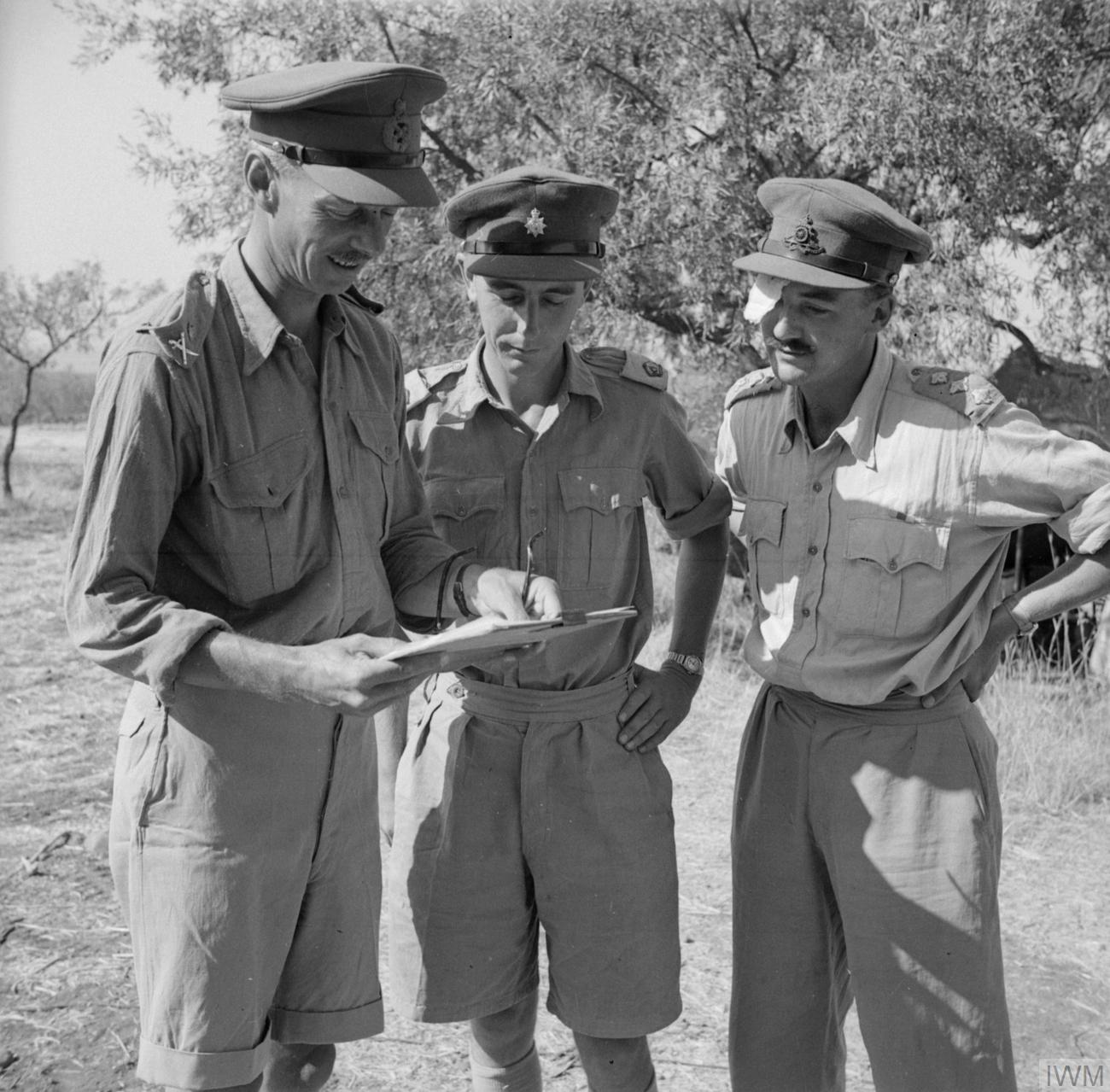
Gen. Dempsey z dwoma oficerami sztabu (mjr Priestlym i kpt. Hay’ em) na Sycylii, lipiec 1943 r.

W grudniu 1942 Dempsey został awansowany na generała-porucznika i dowodził XIII Korpusem brytyjskiej 8 Armii w Afryce Północnej. Montgomery, dowódca 8 Armii, po raz pierwszy zauważył potencjał Dempseya, gdy ten był jednym ze jego studentów w Szkole Sztabowej. Po przybyciu do Kairu w Egipcie Dempsey znalazł kwaterę główną swojego korpusu w rezerwie, ponieważ długie linie komunikacyjne 8 Armii mogły utrzymać tylko dwa korpusy (XXX i X). Dempsey został zatem zatrudniony przy planowaniu inwazji na Sycylię i poprowadził swój korpus podczas operacji Husky w lipcu 1943 roku.
Siłami pierwszego rzutu w nadchodzącej inwazji stały się siły powietrznodesantowe pod dowództwem Dempseya. Na początku sierpnia Dempsey zwolnił gen. Horatio Berneya-Ficklina, dowódcę 5 Dywizji Piechoty, wchodzącej w skład XIII Korpusu. Pod koniec kampanii kwatera główna Dempsey została wycofana, by rozpoczęła przygotowania do operacji Baytown, lądowania część 8 Armii we Włoszech kontynentalnych przez Cieśninę Mesyńską. Chociaż lądowanie jego korpusu 3 września obyło się bez oporu ze strony wroga, Niemcy zadbali o to, aby jego postępy były powolne, niszcząc mosty i przepusty na jedynych trasach wiodących przez trudny, górzysty teren. Prawie dwa tygodnie zajęło oddziałom Dempseya przejście 480 km na północ, aby połączyć się z amerykańską 5 Armią (obejmującej oprócz amerykańskiego VI Korpusu, także brytyjski X Korpus), która wylądowała w Salerno w ramach operacji Avalanche. Siły sprzymierzonych rozpoczęły następnie ofensywę na północ z 5 Armią na zachodzie i 8 Armią na wschodzie półwyspu Apenińskiego. XIII Korpus wziął później udział w bitwie nad rzeką Moro, ale sroga zima uniemożliwiła mu dokonanie dalszego postępu.

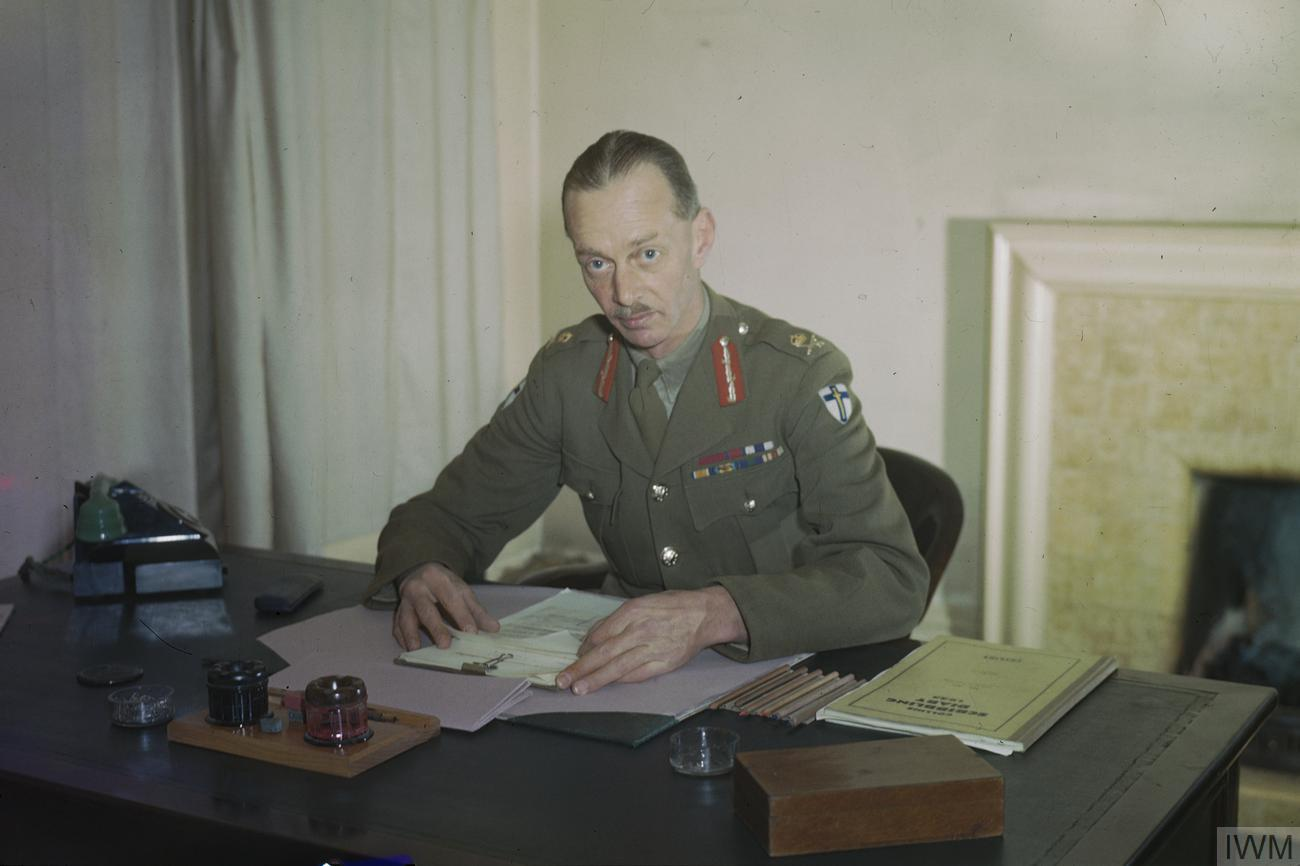
Portret gen. Dempseya w jego kwaterze dowodzenia, kwiecień 1944 r.

### Europa Północno-Zachodnia, 1944–1945
W Afryce Północnej, na Sycylii i we Włoszech wiara Montgomery’ego w Dempsey okazała się uzasadniona. Zyskał on dobrą reputację także dzięki swojej specjalistycznej wiedzy w zakresie operacji połączonych. To skłoniło Montgomery’ego, kiedy pod koniec 1943 opuścił Włochy w celu przejęcia dowództwa nad 21 Grupą Armii przed zbliżającą się inwazją na Francję, aby wybrać Dempseya na dowódcę brytyjskiej 2 Armii. 2 Armia była główną siłą brytyjską (choć obejmowała także jednostki armii kanadyjskiej) zaangażowaną w desant pierwszego dnia inwazji, dokonując udanych ataków na plaże Gold, Juno i Sword 6 czerwca 1944 roku.

Gen. Dempsey (po prawej) z dowódcą 21 Grupy Armii, gen. Bernardem Montgomerym (w środku) i dowódcą amerykańskiej 1 Armii, gen. Omarem Bradleyem (po lewej), 10 czerwca 1944 r.

Po udanym lądowania na plażach nastąpiła krwawa walka na wyczerpanie, podczas której siły anglo-kanadyjskie zostały zatrzymane przez zdecydowany niemiecki opór. Walki te przyciągnęły większość niemieckich posiłków, w tym sił pancernych, do sektora Caen, ułatwiając Amerykanom w lipcu dokonanie przełamania frontu na zachodzie (operacja Cobra) przez 3 Armię gen. George' a S. Pattona. Po wyjściu z Normandii 2 Armia posunęła się bardzo szybko przez północną Francję do Belgii, wyzwalając Brukselę i Antwerpię we wrześniu 1944 roku. 15 października 1944 podczas wizytacji 2 Armii król Jerzy VI nadał Dempseyowi szlachectwo na polu bitwy. Dzięki szybkiemu i skutecznemu przebyciu ponad 200 mil w ciągu tygodnia Dempsey zyskał wśród towarzyszy broni przydomek „Dwieście Mil”.
XXX Korpus 2 Armii (teraz dowodzony przez gen. Briana Horrocksa) wziął udział w operacji Market Garden, nieudanej próbie szybkiego przekroczenia Renu we wrześniu 1944 roku, która według Dempsey nie mogła się powieść i dlatego otwarcie sprzeciwiał się jej pomysłowi wobec Montgomery' ego. Oddziały powietrznodesantowe zabezpieczyły kolejne przeprawy przez kanały i rzeki, aby umożliwić XXX Korpusowi dotarcie do Dolnego Renu w Arnhem i przedostanie się prosto na terytorium Niemiec. Wywiad nie wykrył jednak obecności nieoczekiwanych formacji niemieckich w okolicy, a opór okazał się większy niż oczekiwano, powstrzymując próby XXX Korpusu osiągnięcia swojego ostatecznego celu. W czasie operacji Dempsey obserwował przekroczenie rzeki Waal na drewnianych łódkach przez 504 Pułk Spadochronowy ze składu amerykańskiej 82 Dywizji Powietrznodesantowej w celu uratowania mostu w Nijmegen. Będąc pod wrażeniem waleczności i męstwa amerykańskich spadochroniarzy, napisał później, że 82-ga była „najlepszą dywizją na froncie zachodnim”. Dempsey spotkał się z także dowódcą dywizji Jamesem M. Gavinem, uścisnął mu dłoń i powiedział: „Jestem dumny z tego, że mogę poznać dowódcę największej dywizji na świecie”.

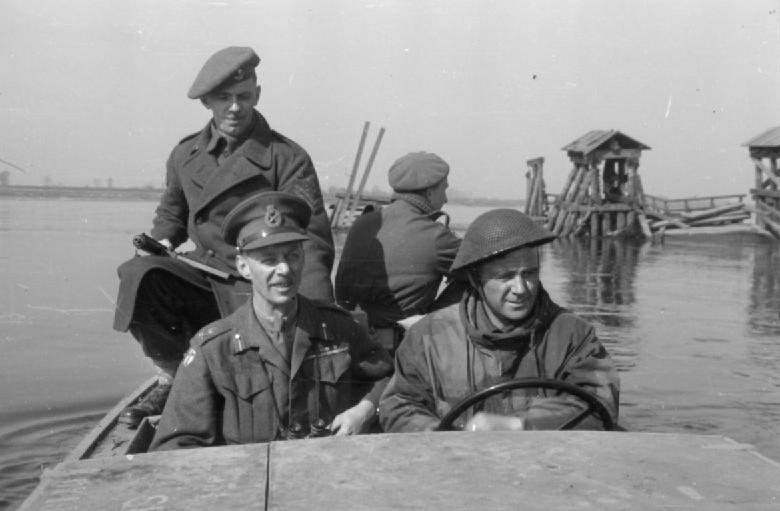
Gen. Dempsey przekracza Ren na pokładzie amfibii z kierowcą i dwoma ochroniarzami, marzec 1945 r.

2 Armia, z XII i XXX Korpusem w na szpicy, II Korpusem Kanadyjskim w drugim rzucie i VIII Korpusem w odwodzie ostatecznie przekroczyła Ren 23 marca 1945, a Dempsey był pierwszym wyższym dowódcą armii brytyjskiej na wschodnim brzegu rzeki. 7 kwietnia 1945 roku. Gazeta The Illustrated London News zapełniła całą stronę tytułową specjalnie zamówionym portretem Dempseya autorstwa artysty Arthura Pana. W maju żołnierze 2 Armii zdobyli Bremę, Hamburg i Kilonię. 3 maja o godz. 11.00 delegacja wyższych oficerów niemieckich pod dowództwem generała adm. Hansa-Georga von Friedeberga przybyła do kwatery głównej Dempseya, gdzie po przesłuchaniu okazało się, że von Friedeberg był przedstawicielem feldmarsz. Wilhelma Keitla i adm. Karla Dönitza, którzy chcieli się poddać. W typowy dla siebie sposób Dempsey odesłał ich do Montgomery’ ego, co doprowadziło do formalnego poddania się jednostek niemieckich następnego dnia na Pustaci Lüneberskiej.

### Daleki Wschód, 1945–1946
Po zakończeniu II wojny światowej w Europie Dempsey został mianowany dowódcą brytyjskiej 14 Armii w Dowództwie Malajskim, a następnie dowódcą alianckich sił lądowych w Azji Południowo-Wschodniej. Jednak zanim tam przybył, wojna na Pacyfiku również się skończyła. Pod jego opieką znalazło się wówczas 123 tys. brytyjskich i holenderskich jeńców wojennych uwolnionych z japońskich obozów oraz prawie 750 tys. schwytanych Japończyków.

Miles Dempsey, choć skromny i nieszukający poklasku, był uważany za bardzo kompetentnego oficera. Zapewnił skuteczną kontrolę nad 2 Armią, nie stawiając nigdy siebie w centrum uwagi. Stało się tak pomimo impasu w Normandii i braku postępów po zdobyciu Antwerpii. Tak opisał go historyk wojskowości Carlo D'Este: 

Dempsey, zawodowy żołnierz, był zagorzałym uczniem historii wojskowości i w okresie międzywojennym. Często odwiedzał Europę, by na własne oczy zobaczyć pola bitew. Obdarzony aktywnym i wyrazistym umysłem, fenomenalną pamięcią oraz wyjątkową umiejętnością czytania map, wkrótce zachwycił swój sztab zdolnością zapamiętywania wszystkiego, co zobaczył na karcie, aby dosłownie ożywić krajobraz w swoim umyśle, nawet jeśli nigdy tego miejsca nie widział. Ten talent okazał się szczególnie przydatny podczas kluczowych bitew wokół Caen w czerwcu i lipcu 1944 r. Dempsey był uważany za najlepszego eksperta 8 Armii w operacjach połączonych, a gdy piął się po szczeblach kariery, Montgomery szybko dostrzegł w nim potencjał na dowódcę armii. Obaj ci mężczyźni mieli wiele wspólnych cech, w tym pogardę dla biurokracji i determinację, wywodzącą się z doświadczeń I wojny światowej, aby nigdy nie szafować życiem swoich żołnierzy

## Powojenna kariera
W 1946 roku Dempsey został mianowany naczelnym wodzem Dowództwa Sił Bliskowschodnich i dowodził oddziałami brytyjskimi przez cały kryzys palestyński. Otrzymał polowy awans do najwyższej rangi generalskiej w czerwcu 1946, awans stały uzyskał w październiku 1946 roku, po czym został mianowany na honorowe stanowisko Aide de Camp – adiutanta króla. Dempsey odszedł z czynnej służby w sierpniu 1947 roku. W 1950 został mianowany „cieniem” naczelnego dowódcy sił brytyjskich, z którego to stanowiska zrezygnował w 1956 roku. Pełnił honorowe funkcje pułkownika Królewskiej Żandarmerii Wojskowej (1947–1957), a także Specjalnej Służby Powietrznej (1951–1960) i pułkownika pułku Princess Charlotte of Wales Royal Berkshire (1946–1956). Był także honorowym pułkownikiem 21 Pułku SAS Armii Terytorialnej w latach 1948–1951.
W 1948 Dempsey poślubił Violę O’Reilly, najmłodszą córkę kpt. Percy’ego O’Reilly z Coolamber w hrabstwie Westmeath w Irlandii. Para mieszkała w willi „The Old Vicarage” w Newbury w hrabstwie Berkshire, a później w „Coombe House” w Yattendon. Kiedy ich pierwszy dom został zarekwirowany jako część bazy lotniczej United States Air Force, prezydent Dwight Eisenhower osobiście wyznaczył wysokość rekompensaty dla swojego przyjaciela z czasów wojny.
W powojennym życiu zawodowym Dempsey był prezesem zarządu w prywatnych firmach zajmujących się produkcją napojów alkoholowych: H&G Simonds oraz Greene King and Sons (pierwszy przewodniczący spoza rodziny), jak taż zastępcą przewodniczącego w browarze Courage Ltd. Został także powołany na stanowisko Zastępcy Lorda Porucznika w hrabstwie Berkshire w 1950 roku.
Dempsey odmówił napisania wspomnień o czasach wojennych. Nakazał też spalenie swoich pamiętników.

## Śmierć
Po powrocie do Anglii z wizyty u siostrzeńca w Kenii zdiagnozowano u niego raka. Zmarł wkrótce potem, 6 czerwca 1969 roku, w wieku 72 lat, w 25 rocznicę lądowania w Normandii. Został pochowany na cmentarzu w Yattendon w hrabstwie Berkshire.

## Upamiętnienie
We wrześniu 1944 roku Miles Dempsey został honorowym obywatelem miasta Caen w Normandii. W latach 90. nazwano jego imieniem ulicę w Caen (avenue Général Dempsey), w dzielnicy memorialnej, w której wiele ulic upamiętnia osobistości związane z II wojną światową. Ulica Dempseya łączy aleję marszałka Montgomery’ ego z aleją admirała Mountbattena.
W holenderskim mieście Langenboom także nazwano jego ulicę (Dempseystraat). W małym belgijskim miasteczku Hamont-Achel, gdzie gen. Dempsey i jego 2 Armia utrzymywali swoją kwaterę główną od września 1944 do kwietnia 1945 roku na jego cześć jedną z ulic nazwano Generaal Dempseylaan. W Singapurze jedno ze wzgórz i droga wyjazdowa zostały nazwane jego imieniem (Dempsey Hill i Dempsey Road).